# Crematogaster abstinens
Crematogaster abstinens es una especie de hormiga acróbata del género Crematogaster, familia Formicidae. Fue descrita científicamente por Forel en 1899.
Habita en Argentina, Bolivia, Brasil, Colombia, Costa Rica, Guayana Francesa, Guyana, México, Panamá, Paraguay, Venezuela. Crematogaster abstinens suele habitar en bosques húmedos o secos.
Esta especie es de color marrón rojizo con cabeza cuadrada, además posee mandíbulas brillantes y lisas.

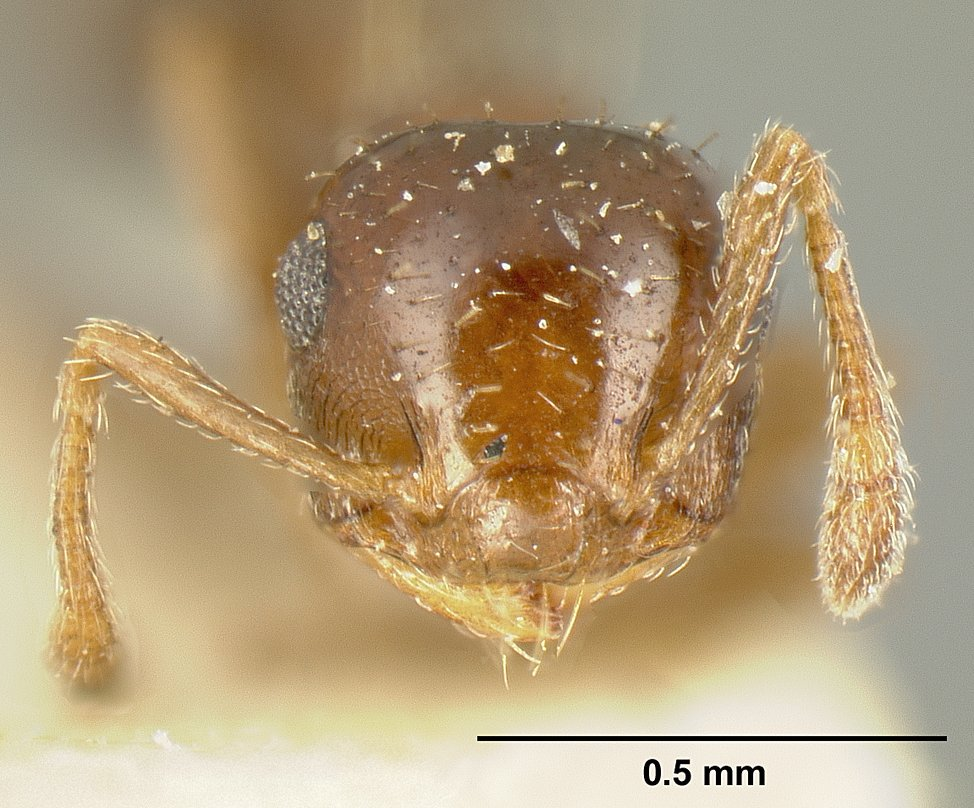
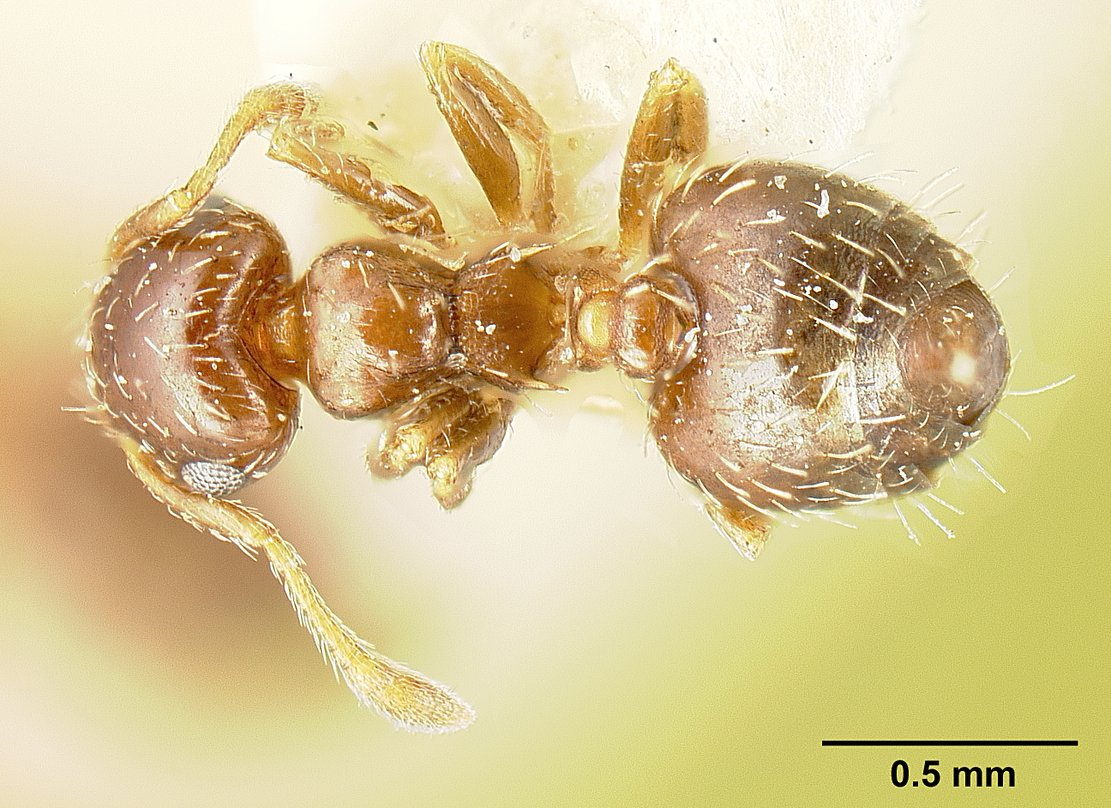
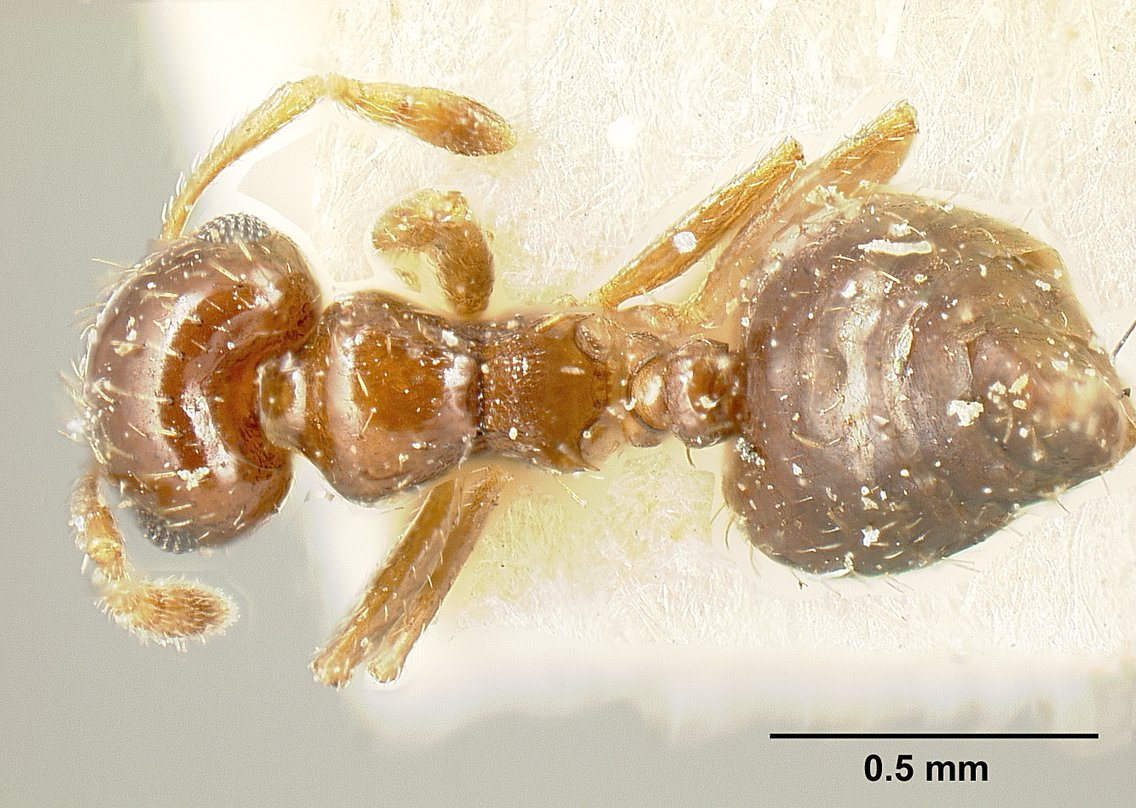
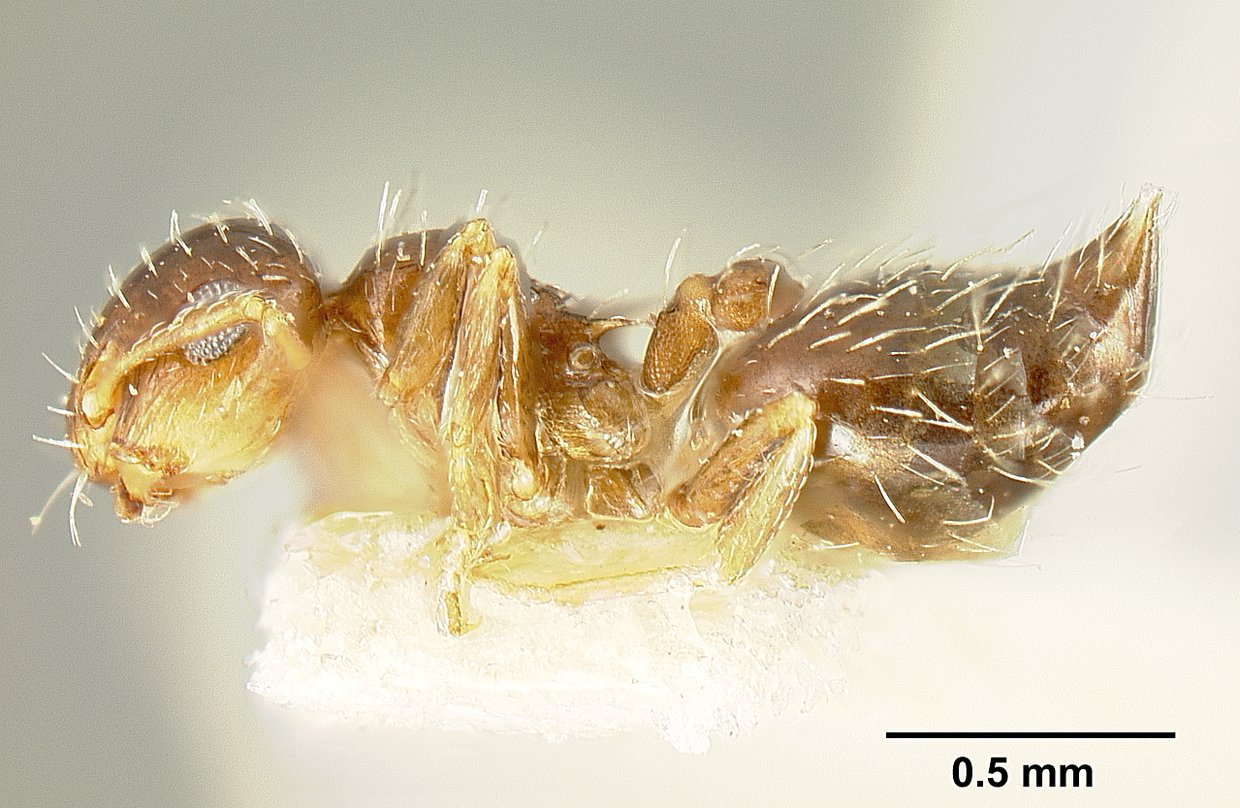